# Quan Huilin
Quan Huilin (30 novembre 1995) è una sciatrice freestyle cinese, specialista nei salti.

## Biografia
In Coppa del Mondo ha esordito il 5 dicembre 2013 a Changchun (9ª) e ha ottenuto il primo podio il 20 dicembre 2015 a Pechino (3ª).
In carriera ha partecipato a un'edizione dei Campionati mondiali (9ª nei salti a Kreischberg 2015).

## Palmarès

### Coppa del Mondo
- Miglior piazzamento in classifica generale: 32ª nel 2016.
- 1 podio:
  - 1 terzo posto.